# Honda N360
La Honda N360 est une Keijidōsha produite par Honda entre 1967 et 1972. Présentée au salon de Tokyo de 1966, il s'agit d'une petite traction avec à l'origine un moteur 2 cylindres 4 temps de 31 ch. En 1968, apparu un moteur 402 cm³ de 36 ch. Elle possède un essieu arrière rigide avec ressorts à lame.
En novembre 1968, le magazine britannique Autocar a testé la Honda N360. La vitesse maximale mesurée était de 124,1 km/h et le 0 à 100 km/h était parcouru en 19 secondes. Le test conclut que la N360 était facile à conduire et à garer et qu'elle était « assez bien équipée ». Les performances étaient assez impressionnantes pour l'époque reflétant un rapport poids/puissance avantageux.
En janvier 1970, la N360 devient N III 360 avant une calandre totalement redessinée.
La Honda N600 est une évolution de la N360.

## Galerie

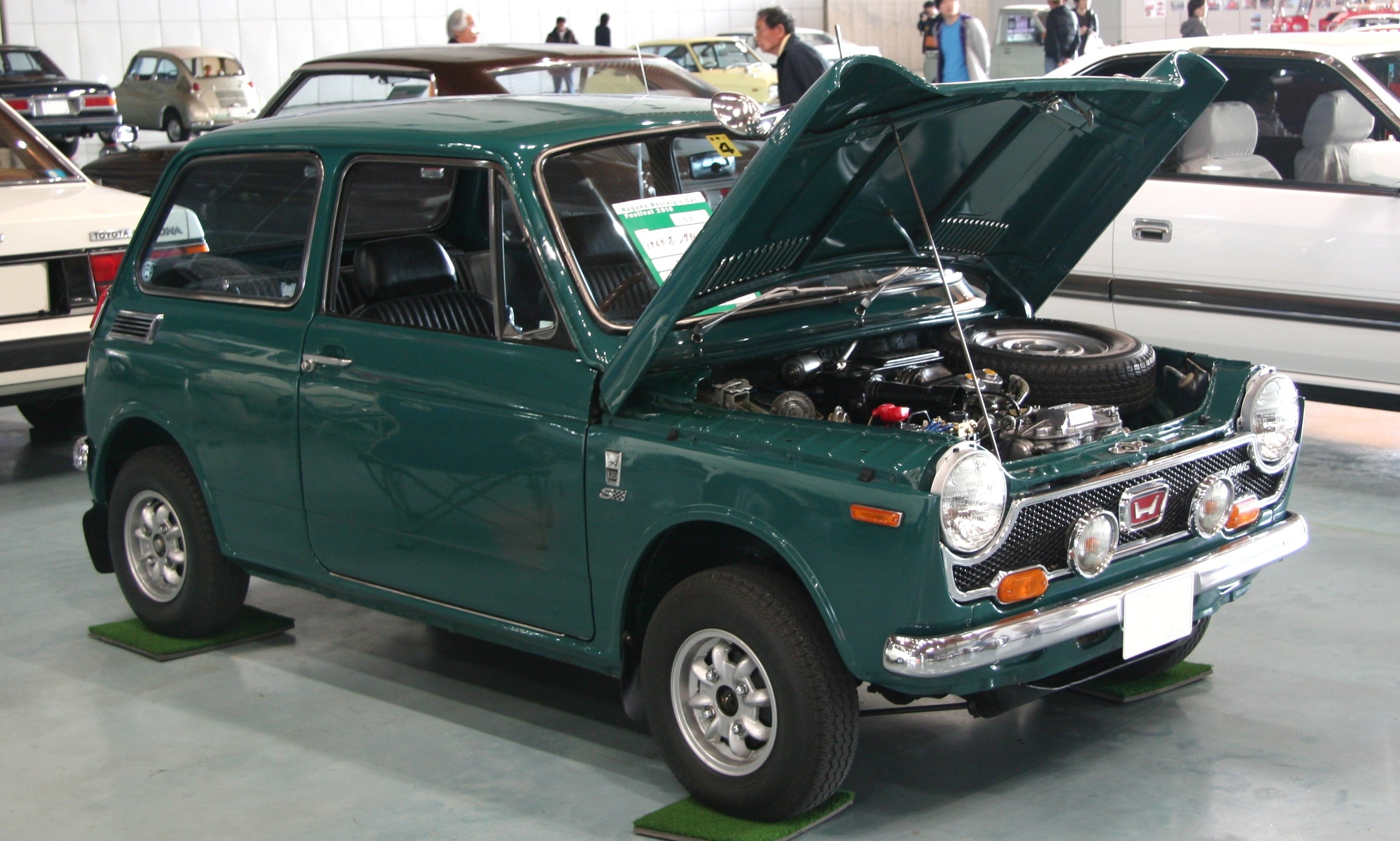
Vue avant
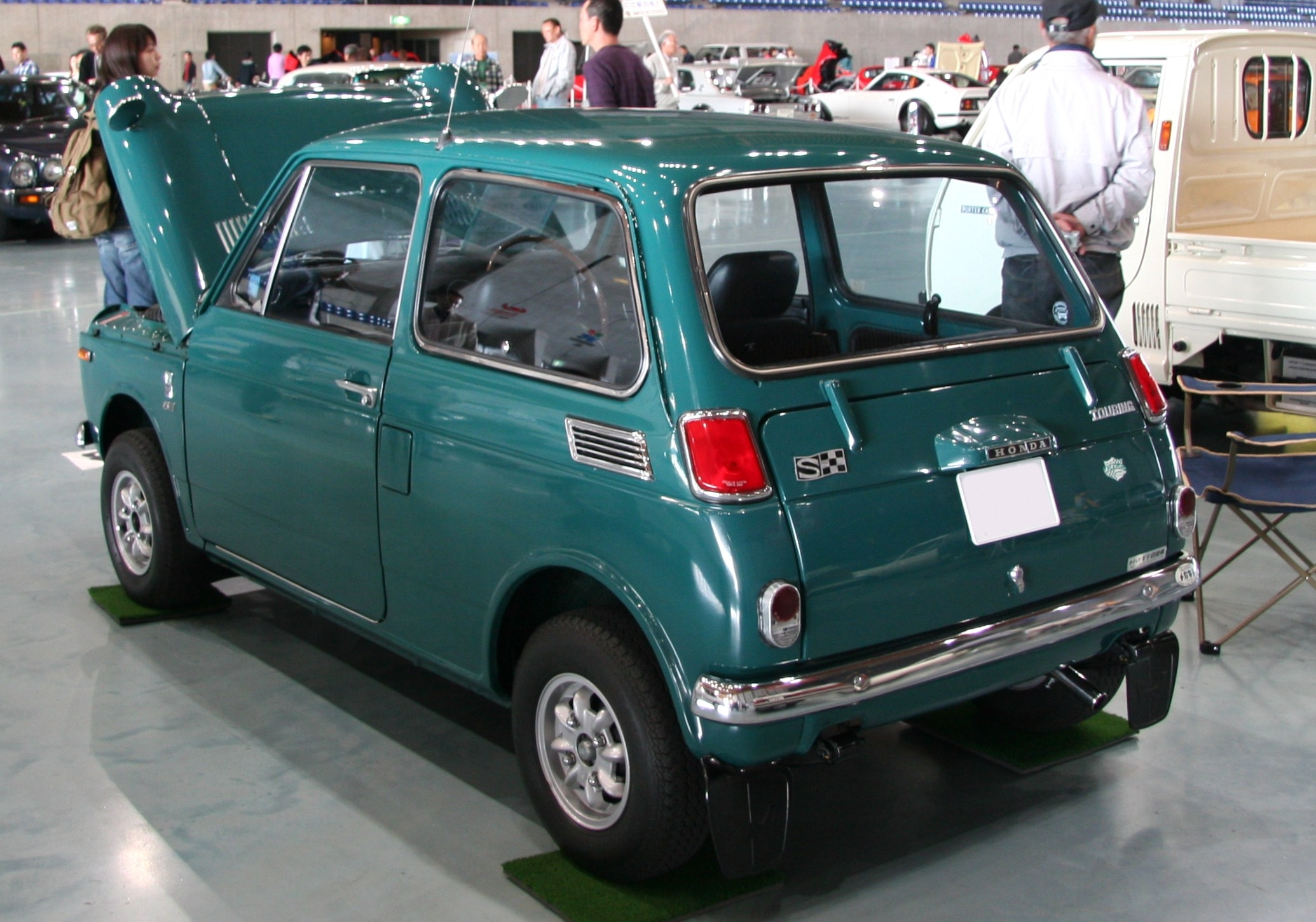
Vue arrière
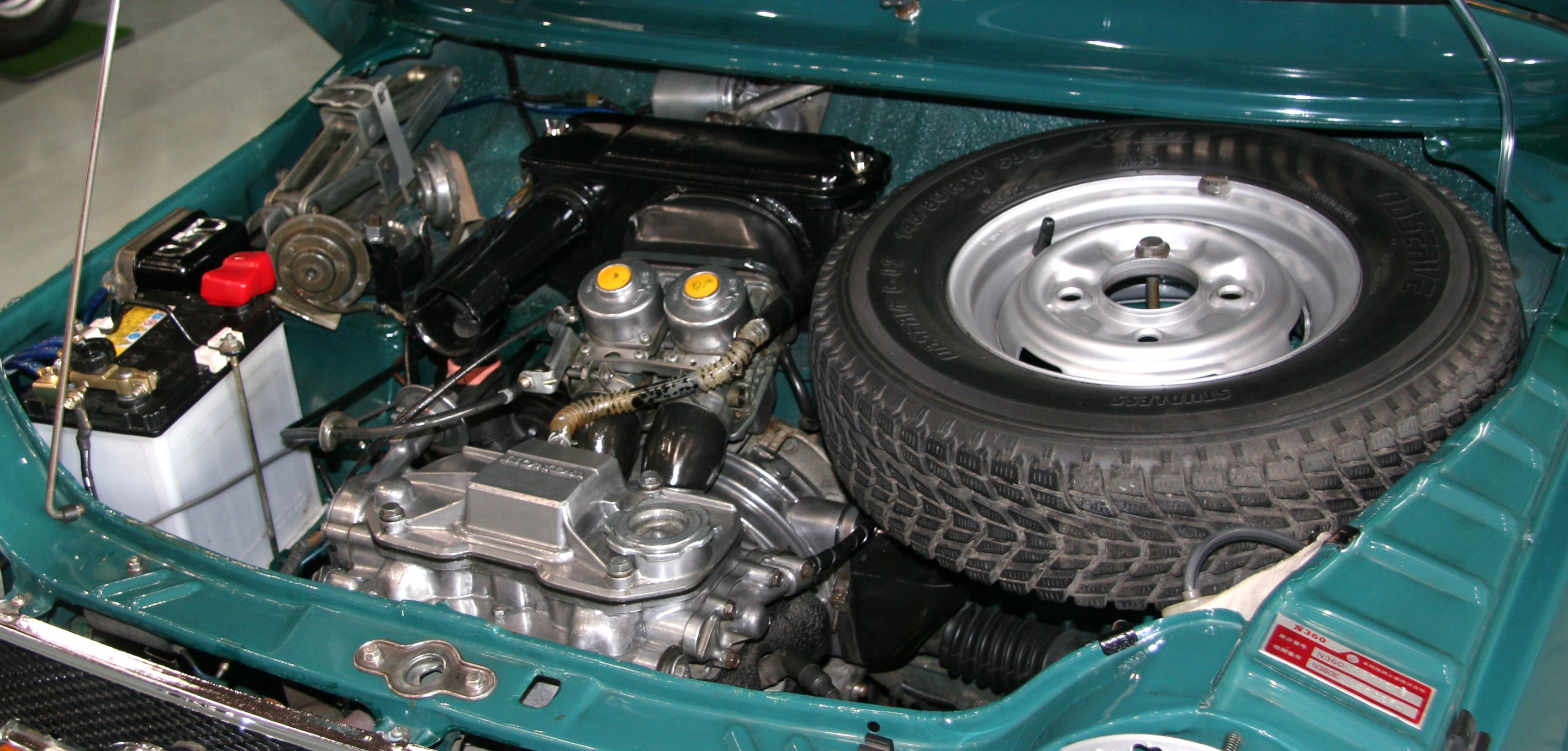
Moteur